# Didelotia africana
Didelotia africana är en ärtväxtart som beskrevs av Henri Ernest Baillon. Didelotia africana ingår i släktet Didelotia och familjen ärtväxter. Inga underarter finns listade i Catalogue of Life.